# Bobby Peters
Bobby G. Peters (* 21. Februar 1949) ist ein US-amerikanischer Jurist und Politiker.

## Leben
Peters besuchte die Hardaway High School und machte dort 1967 seinen Abschluss. Anschließend studierte er an der Columbus State University. Später wurde er im Muscogee County Sheriffs Department tätig. Erst im Alter von 21 Jahren als deputy sheriff im Muscogee County Jail, dann als detective. Des Weiteren war er Professor für Strafgerichtsbarkeit am Southern Union State College und arbeitete als Direktor der Regional Police Academy in Macon, Georgia. Während seiner Zeit als Direktor der Polizeiakademie nahm er Abendkurse an der Woodrow Wilson Law School in Atlanta und erhielt dort 1979 seinen Juris Doctor. Peters wurde nun in die Anwaltskammer von Georgia aufgenommen und begann als Rechtsanwalt in Columbus, Georgia zu praktizieren.
1994 kandidierte Peters, der zu diesem Zeitpunkt bereits 12 Jahre dem Stadtrat von Columbus (Columbus City Council) angehörte, für das Amt des Bürgermeisters und konnte sich gegen fünf Mitbewerber bereits im ersten Wahlgang durchsetzen. 1995 erfolgte sein Amtseinführung. Bei der nächsten Bürgermeisterwahl 1998 wurde er ohne Gegenkandidat im Amt bestätigt. Da die Charta der Stadt eine dritte Amtszeit verbot, kandidierte Peters 2002 nicht mehr und wurde von Robert Poydasheff abgelöst, der das Amt 2003 antrat. Peters selbst wurde später Richter am dritten Distrikt des Georgia Superior Courts.
2002 wurde ihm von Major General Paul Eaton, dem Kommandeur von Fort Benning, der Order of Saint Maurice verliehen. Peters ist verheiratet und hat zwei Töchter.